# Radiateur

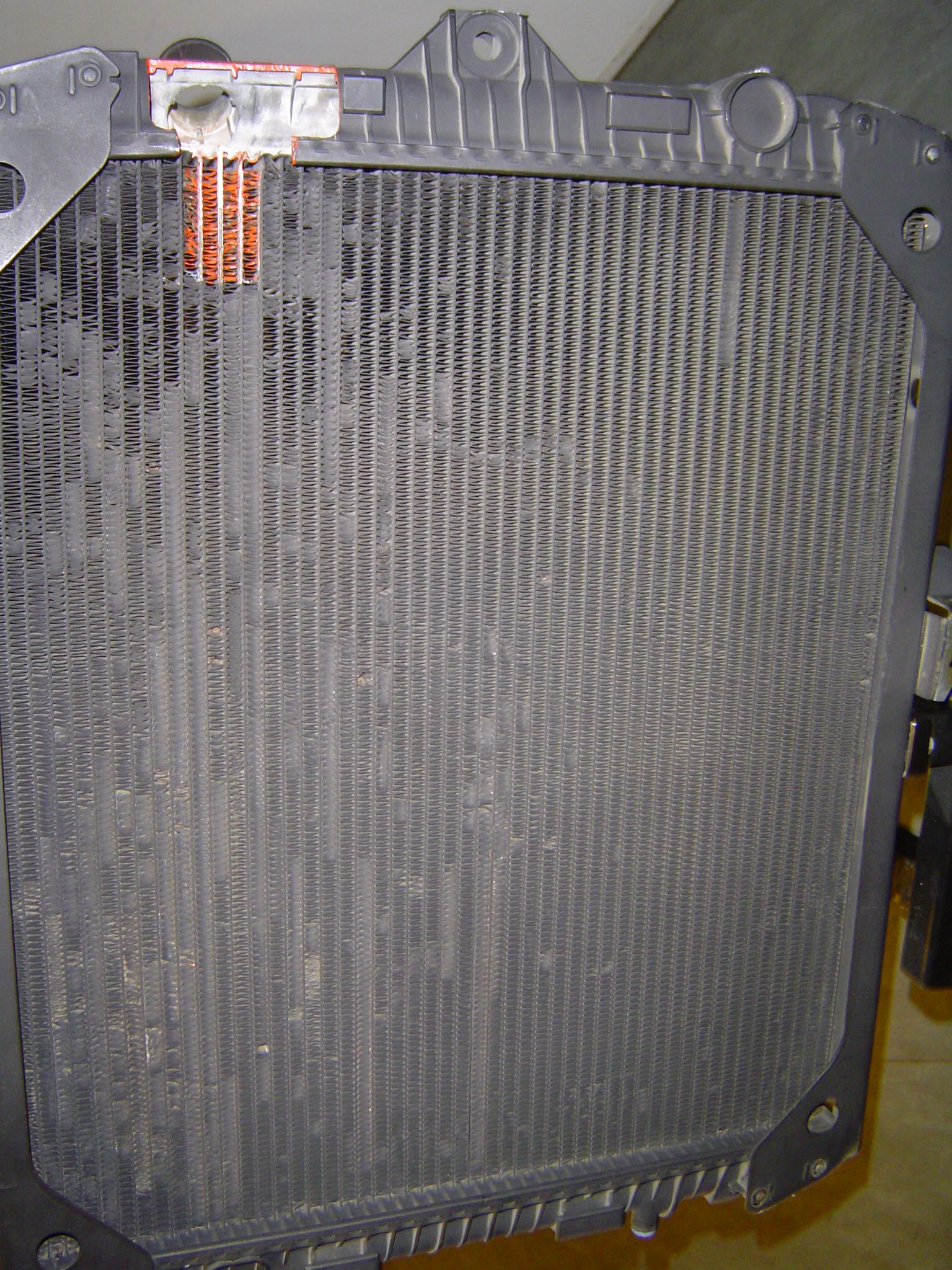
Radiateur van een vrachtauto

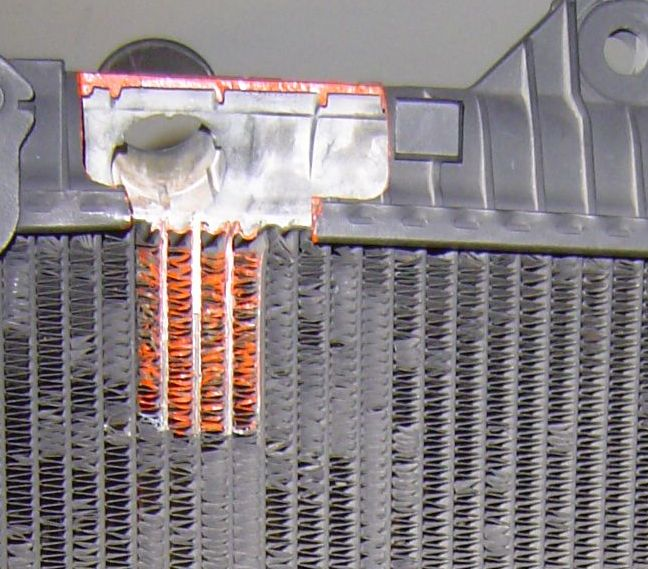
Radiateur (detail): bovenbak, waar de koelvloeistof naar binnen komt, en de pijpjes waar deze naar beneden stroomt. De zigzag lopende lamellen aan het koelblok zijn ernstig beschadigd. Ze zijn dicht gevouwen waardoor er minder koeling is.

Een radiateur is een warmtewisselaar waarin de door een watergekoelde verbrandingsmotor opgewekte warmte door middel van koelvloeistof afgestaan wordt aan de omringende lucht, hierbij zal de opgewarmde koelvloeistof zover worden afgekoeld dat er voor de motor geen oververhitting te duchten is. 

## Werking
De koelvloeistof stroomt door de watermantels van het motorblok langs de cilinders en vervolgens door de radiateur. Het motorblok is met slangen verbonden met de radiateur. Een waterpomp zorgt dat de koelvloeistof wordt rondgepompt. De koelvloeistof komt de radiateur aan de bovenzijde binnen en verlaat deze aan de onderkant. Het koelblok, dat is het gedeelte tussen het boven- en het onderreservoir van de radiateur, bestaat uit zeer fijne buisjes. Om het koelend oppervlak te vergroten, zijn tussen deze buisjes harmonicavormige platen gesoldeerd, de zogenaamde "lamellen". De koelvloeistof stroomt door de kleine buisjes van boven naar beneden. Tussen deze pijpjes wordt de koellucht verplaatst, in de meeste gevallen de rijwind, daarnaast wordt ook geforceerd gekoeld door middel van een mechanisch of elektrisch aangedreven ventilator. Zeer oude motorkoelsystemen werken zonder pomp, op basis van natuurlijke circulatie. Deze "automatische" watercirculatie heet dan "thermosifonkoeling", maar het wordt niet meer toegepast.
De waterpomp is een centrifugaalpomp die bestaat uit een pomphuis met waterinlaat en wateruitlaat. In het huis bevindt zich de pompas waarop aan het achtereinde een schoepenrad is aangebracht. De voorkant, dus het gedeelte buiten de pomp, is voorzien van een poelie en van ventilatorbladen. Bij een traditionele waterpomp vormen de ventilator en poelie in feite één geheel. Dit geheel wordt aangedreven door een V-snaar: de ventilatorriem. De ventilator is echter onder de meeste rijomstandigheden overbodig. Tijdens het rijden is de langs de radiateur en de motor strijkende rijwind doorgaans voldoende om de koelvloeistof op de juiste temperatuur te houden. Alleen als de motor stationair draait of als de auto langzaam in een file voortkruipt, is er geen rijwind en dan is de hulp van de ventilator nodig, maar die draait dan juist langzaam op lage toerental van de motor. Hierom zijn moderne auto's voorzien van automatisch werkende ventilator (de zogenaamde "ventilateur"). Hier zijn de ventilator en de poelie gescheiden door een elektromagnetische koppeling. De ventilator wordt ingeschakeld als de temperatuur van de koelvloeistof stijgt boven een vooraf bepaalde waarde. Hierbij wordt de elektromagnetische koppeling ingeschakeld, waardoor de ventilator en de aandrijfpoelie worden gekoppeld, het geheel wordt dan door de riem aangedreven. Ook zijn er ventilatoren die steeds meedraaien, maar waarvan de spoed van de bladen automatisch wordt versteld. In de ene stand verplaatsen ze lucht en in de andere stand draaien ze "loos" mee. Er bestaan ook constructies waarbij de ventilator wordt aangedreven door een elektromotor, die door een thermoschakelaar wordt in- en uitgeschakeld.

## Invloed van de temperatuur
Een verbrandingsmotor werkt het best als deze op bedrijfstemperatuur is, zo'n 80 à 90°C. Dit is dan de temperatuur van de koelvloeistof. De olie circuleert op juiste manier en er treedt minimale slijtage op. Is de temperatuur te hoog of te laag, dan treedt er grote slijtage op. Daarom is het belangrijk dat de motor zo vlug mogelijk zijn bedrijfstemperatuur bereikt. Normaal stroomt de koelvloeistof vanuit de watermantel van de motor naar de bovenzijde van de radiateur, vervolgens door het koelblok en dan weer terug naar de onderzijde van de motor. Als dit proces zich bij een koude motor voltrekt, duurt het heel lang voordat de koelvloeistof een temperatuur bereikt van 80°C. Om er voor te zorgen dat de motor zo snel mogelijk de bedrijfstemperatuur bereikt is het koelsysteem voorzien van een thermostaat. Doordat de thermostaat bij een koude motor gesloten is zal de koelvloeistof alleen in de motor en niet in de radiateur circuleren waardoor de koelvloeistof in de watermantels veel sneller wordt opgewarmd. Heeft de koelvloeistof de bedrijfstemperatuur bereikt, dan wordt de klep geopend en vindt er circulatie door de radiateur plaats.

## Overdruk
Het koelsysteem is meestal een zogenaamd "overdrukkoelsysteem", dat wil zeggen dat de koelvloeistof van de buitenlucht is afgesloten. De radiateurdop is voorzien van een overdrukklepje waardoor er in het koelsysteem een hogere druk heerst dan de buitenlucht. Hierdoor wordt het kookpunt van de koelvloeistof verhoogd tot boven de 100°C. Een overdrukkoelsysteem heeft daardoor een groter koeleffect dan een koelsysteem onder atmosferische druk. Het zorgt dat de kans op oververhitting en het koken van de koelvloeistof kleiner is vooral in hooggelegen gebieden waar de lucht ijler en dus de luchtdruk lager is.
De meeste systemen zijn van het geheel gesloten type met een expansietankje. Dit is met een leiding op de radiateur aangesloten. Als de koelvloeistof warm wordt zet ze uit waarbij het teveel naar de expansietank stroomt. Koelt de koelvloeistof af dan neemt ze minder ruimte in en zal ze van het tankje terugstromen naar de radiateur. Zo gaat er nooit koelvloeistof verloren waardoor bijna nooit behoeft te worden bijgevuld.

## Lekkage
Kleine lekjes in een radiateur kunnen gedicht worden door een vast of vloeibaar additief aan de koelvloeistof toe te voegen. Als de lekjes zijn afgedicht moet de koelvloeistof vervangen worden om verstopping van de radiateur te voorkomen.

## Vrachtauto's en motorfietsen
Bij voertuigen met een turbocompressor is vaak een tweede radiateur geplaatst, de intercooler omdat door compressie de temperatuur van de lucht stijgt en de dichtheid iets afneemt. Deze lucht/lucht warmtewisselaar dient om de aangezogen lucht naar de motor, benodigd voor de verbranding, af te koelen.
Soms, met name bij sportieve motorfietsen, wordt vanwege ruimtegebrek een Radial Flow Radiator toegepast. Dit is een gekantelde radiateur waarin de koelvloeistof zijwaarts stroomt.